# Eydison Teofilo Soares
Eydison Teófilo Soares (nacido el 30 de mayo de 1988) es un futbolista brasileño que se desempeña como delantero.
Jugó para clubes como el Grêmio Barueri, Iraty, Treze, Matsumoto Yamaga FC, Brusque, Necaxa, Caxias do Sul y Luverdense.

## Trayectoria

### Clubes
| Club                | País    | Año         |
| ------------------- | ------- | ----------- |
| Adap Galo Maringá   | Brasil  | 2007        |
| Engenheiro Beltrão  | Brasil  | 2008        |
| Grêmio Barueri      | Brasil  | 2009        |
| Iraty               | Brasil  | 2010 - 2011 |
| Americano           | Brasil  | 2011        |
| Treze               | Brasil  | 2012        |
| Matsumoto Yamaga FC | Japón   | 2012        |
| Cianorte            | Brasil  | 2013        |
| Brusque             | Brasil  | 2013        |
| Necaxa              | México  | 2013        |
| Brusque             | Brasil  | 2014        |
| Maringá             | Brasil  | 2014        |
| Caxias do Sul       | Brasil  | 2014        |
| Internacional       | Brasil  | 2014        |
| Luverdense          | Brasil  | 2015        |
| Brusque             | Brasil  | 2015 - 2016 |
| SHB Đà Nẵng         | Vietnam | 2016 - 2017 |
| Dong Tam Long An FC | Brasil  | 2017        |
| Than Quảng Ninh FC  | Brasil  | 2018        |